# Hipódromo de Wolvega
El Hipódromo de Wolvega o el Parque Victoria se localiza en Wolvega (en la comuna o municipio de Weststellingwerf¡), Frisia, parte de los Países Bajos. Alberga numerosas carreras de caballos, especialmente carreras a trote. En octubre se desarrolla la más famosa de ellas, el prix de los Gigantes.